# Ali Sawe Szemszaki
Ali Sawe Szemszaki, pers. علی ساوه‌شمشکی (ur. 1949 w Teheranie) – irański narciarz alpejski, olimpijczyk.

## Występy na IO
| Rok  | Igrzyska Olimpijskie | Konkurencja   | Wyniki                  |
| 1968 | Grenoble 1968        | zjazd         | 73.                     |
| 1968 | Grenoble 1968        | slalom gigant | 77.                     |
| 1968 | Grenoble 1968        | slalom        | odpadł w kwalifikacjach |
| 1972 | Sapporo 1972         | zjazd         | 52.                     |
| 1972 | Sapporo 1972         | slalom gigant | 44.                     |
| 1972 | Sapporo 1972         | slalom        | niesklasyfikowany       |